# Liozol
Liozol – układ koloidalny, w którym ośrodkiem rozpraszającym jest substancja w ciekłym stanie skupienia materii, a cząstkami koloidalnymi są substancje ciekłe, stałe lub gazowe.
Termin ten jest dość rzadko stosowany, najczęściej w ujęciu systematyki układów koloidalnych, częściej jest jednym ze znaczeń terminu zol i tutaj szukaj więcej informacji na temat liozoli.